# 花山節
花山節是中國少數民族苗族的傳統節日，依照苗族各地的習慣時間不同，約在每年的端午节前後舉行。青年男女們會在此時對唱山歌，尋求一個互訂終身的伴侶。
花山節由雲南省屏邊苗族自治縣申報，於2014年（第四批）被列為中国国家级非物质文化遗产的其中一種民俗節日。

## 起源傳說
相傳在很久很久以前，一對苗族夫妻五十多歲，他們有一個小女兒長得非常美麗。有一天這小女兒到山上去放羊的時候遇見了一隻殘暴的惡鳥。正當這惡鳥碰見美麗的小女兒想對她非禮時，一個英勇英俊的男孩恰巧經過，便一箭射死了惡鳥，拯救了小女兒。之後還幫小女兒燒柴火取暖，將她送回家，卻沒有留下姓名就離開了。小女兒的父母知道這件事之後，非常感謝這位男孩，心裡也十分過意不去，就決心找到這位拯救自己女兒的男孩以表答謝。經過了好幾天的搜尋，踏遍了許多山河，還是找不到任何關於男孩的蹤跡。因此這對夫妻想了很久，便想到了一個辦法。便是找一棵松樹，削去這樹的枝椏，立在他們村外的草坪上，讓女兒把草坪給打掃乾淨，之後在草坪放上一罐大紅酒，接著傳話給四處的苗族鄉親們，只要在農曆正月初二來到這裡歌唱，哪個小夥子唱的最好，就願意把自己的女兒許配給他。到了這一天，人們從四面八方來到這裡參加活動，小女兒在人群中不停地尋覓自己的恩人。到了第三天，小女兒才發現了當初拯救他的男孩，原來男孩因為顧慮自己的貧窮身世而一直躲在人群之後。之後因為這個男孩不但武藝超群，山歌也唱得最好，因此小女兒的父親就直接在眾人面前宣布要將女兒許配給他。眾人為了對男孩表示敬意和祝福，便開始跳起了蘆笙舞。從此花山節就流傳了下來，無子嗣、無伴侶的人就非常樂意來立花桿。這也就成為了苗族青少年、青少女的情人節，成為他們尋得終身伴侶的好機會。